# 浜田 (秋田市)
浜田（はまだ）は秋田県秋田市にある大字。郵便番号は010-1654。住居表示未実施地区。
本稿では、1954年（昭和29年）10月1日に秋田市へ編入された旧河辺郡浜田村についても併せて解説する。

## 地理
秋田市の南西部に位置し、西は日本海に面する。地区中央に大森山（標高123.5m）が聳え、地区を東西に分断している。大森山の西を国道7号（秋田南バイパス）及びその旧々々道である羽州浜街道が縦断し、東を国道7号旧道である秋田県道56号秋田天王線と旧々道である秋田市道、及びJR羽越本線が通っている。集落は西側の旧街道沿いと、東側の館ノ丸付近（県道56号と秋田県道65号寺内新屋雄和線が交わる大森山動物園交差点付近）にある。大森山を中心とした129.2haは風致地区に指定され、大森山公園となっており、大森山動物園や大森山ゆうえんちアニパ、秋田県内のテレビ・FMラジオ局の送信所が設置されている。
北は新屋（新屋町字北愛宕町・新屋日吉町・新屋比内町・新屋前野町・新屋田尻沢西町・新屋町字田尻沢）に、東は豊岩（豊岩石田坂字鎌塚・字館ノ沢・豊岩豊巻字妙堂沢）に、南は下浜（下浜桂根字一ト羽・字宮ノ前・字境川）に隣接する。

### 小字
36の小字が設置されている。
- 字藍ノ原（あいのはら）
- 字池ノ沢（いけのさわ）
- 字石山（いしやま）
- 字石山下（いしやました）
- 字稲見沢（いなみさわ）
- 字後谷地（うしろやち）
- 字右馬守（うまのかみ）
- 字榎沢（えのきさわ）
- 字大沢（おおさわ）
- 字大沢尻（おおさわじり）
- 字太田（おおた）
- 字大森山（おおもりやま）
- 字潟端（かたばた）
- 字境川（さかいがわ）
- 字境田（さかいだ）
- 字自在山（じざいやま）
- 字滝ノ浦（たきのうら）
- 字滝ノ沢（たきのさわ）
- 字滝ノ下（たきのした）
- 字滝ノ原（たきのはら）
- 字滝ノ宮（たきのみや）
- 字滝ノ元（たきのもと）
- 字館ノ前（たてのまえ）
- 字館ノ丸（たてのまる）
- 字陳ケ原（ぢんがはら）
- 字出小屋（でごや）
- 字長坂（ながさか）
- 字西出小屋（にしでごや）
- 字稗田沢（ひえたざわ）
- 字前野（まえの）
- 字町端（まちばた）
- 字町ノ下（まちのした）
- 字神坂（みさか）
- 字宮田沢（みやたざわ）
- 字元中村（もとなかむら）
- 字家後（やうしろ）

### 河川
- 境川

### 湖沼
- 塩曳潟

### 海洋
- 日本海（秋田湾）

## 世帯数と人口
2016年（平成28年）10月1日現在の世帯数と人口は以下の通りである。
| 小字                               | 世帯数  | 人口    |
| ---------------------------------- | ------- | ------- |
| 浜田字藍ノ原 浜田字陳ケ原          | 10世帯  | 348人   |
| 浜田字石山                         | 26世帯  | 68人    |
| 浜田字石山下                       | 32世帯  | 88人    |
| 浜田字後谷地                       | 31世帯  | 90人    |
| 浜田字右馬守                       | 6世帯   | 19人    |
| 浜田字境川 浜田字境田              | 17世帯  | 46人    |
| 浜田字自在山                       | 28世帯  | 82人    |
| 浜田字滝ノ浦                       | 29世帯  | 75人    |
| 浜田字滝ノ下                       | 77世帯  | 220人   |
| 浜田字滝ノ原 浜田稗田沢 浜田字長坂 | 18世帯  | 41人    |
| 浜田字館ノ前                       | 8世帯   | 17人    |
| 浜田字滝ノ元                       | 89世帯  | 230人   |
| 浜田字館ノ丸                       | 73世帯  | 219人   |
| 浜田字出小屋                       | 36世帯  | 88人    |
| 浜田字西出小屋                     | 58世帯  | 164人   |
| 浜田字町端                         | 20世帯  | 57人    |
| 浜田字町ノ下                       | 58世帯  | 136人   |
| 浜田字宮田沢                       | 27世帯  | 69人    |
| 浜田字元中村                       | 73世帯  | 346人   |
| 浜田字家後                         | 183世帯 | 391人   |
| 計                                 | 899世帯 | 2,794人 |

## 歴史
平安時代に出羽国河辺郡芹泉郷として成立。鎌倉時代から浜田の名が記録されており、橘氏（小鹿島氏）領であったとされる。公式には百三段（ももさだ。毛々左田とも表記）浜田村と称され、百三段の名は百三段新屋村・百三段石田坂村を合わせた3ヶ村に冠称されていた。室町時代には橘氏の一族である小野氏が安東氏（秋田氏）の下で雲崎舘（館ノ丸）を根拠とし、のち赤尾津氏領となった。
江戸時代の初期は山形藩最上氏領で、元和8年（1622年）まで由利郡に属したが、同年の領土交換により久保田藩佐竹氏領となり豊島郡（寛文4年（1664年）に河辺郡と改称）へ移った。以来久保田藩領の南端で、境川が亀田藩（領土交換と同年の元和8年、お家騒動で改易された最上氏の領地が分割された）との藩境になった。「正保国絵図」では百三段3ヶ村で688石、「享保黒印高帳」では村高294石余・当高284石余（うち本田206・本田並46・新田32）、「享保郡邑記」では120軒（うち枝郷の中村・滝ノ下2ヶ村分79）、「寛政村附帳」では親郷豊巻村の寄郷で当高331石余とされていた。「秋田風土記」によると220戸・375石で枝郷2、漁業が盛んで、中村では製塩を行っていたという。また枝郷中村には唐船番所があり、久保田藩士が勤番していた。冬に筵を織って久保田へ売りに行くため、馬が多かった。

### 沿革
- 1873年（明治6年）3月 - 大区小区制の改正に伴い、河辺郡百三反浜田村（ママ）は秋田県第1大区4小区に属した[7]。
- 1874年（明治7年）11月10日 - 浜田村枝郷滝ノ下村に滝ノ下学校が開校する[8]。
- 1884年（明治17年）頃 - 郡区町村編制法の下で、河辺郡百三段浜田村・百三段新屋村・比内南町が連合。戸長役場は百三段新屋村に設置される[5]。
- 1889年（明治22年）4月1日 - 町村制施行に伴い、百三段浜田村が単独立村し河辺郡浜田村が発足。全域が大字浜田となる。村役場は字元中村に設置[5]。
  - 県が作成した新町村区画の原案に賛成し、そのまま施行された[9]。
- 1891年（明治24年） - この時点での戸数410、人口2,174、田地68町、畑地81町、宅地31町、山林128町、原野200町、塩田17町[5]。
- 1954年（昭和29年）10月1日 - 浜田村が秋田市へ編入されたことに伴い、秋田市浜田となる。
- 1972年（昭和47年）9月1日 - 秋田市千秋公園にあった動物園が移転し、秋田市大森山動物園として開業。

### 字域の変遷
以下はすべて住居表示実施に伴う変更。
| 実施前         | 実施年月日             | 実施後                              |
| -------------- | ---------------------- | ----------------------------------- |
| 浜田字藍ノ原   | （残存）浜田字藍ノ原   | （残存）浜田字藍ノ原                |
| 浜田字池ノ沢   | （残存）浜田字池ノ沢   | （残存）浜田字池ノ沢                |
| 浜田字石山     | （残存）浜田字石山     | （残存）浜田字石山                  |
| 浜田字石山下   | （残存）浜田字石山下   | （残存）浜田字石山下                |
| 浜田字稲見沢   | （残存）浜田字稲見沢   | （残存）浜田字稲見沢                |
| 浜田字後谷地   | （残存）浜田字後谷地   | （残存）浜田字後谷地                |
| 浜田字右馬守   | （残存）浜田字右馬守   | （残存）浜田字右馬守                |
| 浜田字榎沢     | （残存）浜田字榎沢     | （残存）浜田字榎沢                  |
| 浜田字大沢     | （残存）浜田字大沢     | （残存）浜田字大沢                  |
| 浜田字大沢尻   | （残存）浜田字大沢尻   | （残存）浜田字大沢尻                |
| 浜田字太田     | （残存）浜田字太田     | （残存）浜田字太田                  |
| 浜田字大森山   | （残存）浜田字大森山   | （残存）浜田字大森山                |
| 浜田字潟端     | （残存）浜田字潟端     | （残存）浜田字潟端                  |
| 浜田字境川     | （残存）浜田字境川     | （残存）浜田字境川                  |
| 浜田字境田     | （残存）浜田字境田     | （残存）浜田字境田                  |
| 浜田字自在山   | （残存）浜田字自在山   | （残存）浜田字自在山                |
| 浜田字滝ノ浦   | （残存）浜田字滝ノ浦   | （残存）浜田字滝ノ浦                |
| 浜田字滝ノ沢   | （残存）浜田字滝ノ沢   | （残存）浜田字滝ノ沢                |
| 浜田字滝ノ下   | （残存）浜田字滝ノ下   | （残存）浜田字滝ノ下                |
| 浜田字滝ノ原   | （残存）浜田字滝ノ原   | （残存）浜田字滝ノ原                |
| 浜田字滝ノ宮   | （残存）浜田字滝ノ宮   | （残存）浜田字滝ノ宮                |
| 浜田字滝ノ元   | （残存）浜田字滝ノ元   | （残存）浜田字滝ノ元                |
| 浜田字館ノ前   | 平成4年11月1日         | 新屋前野町（一部） あらやまえのまち |
| 浜田字館ノ前   | （残存）浜田字館ノ前   |                                     |
| 浜田字館ノ丸   | 平成4年10月1日         | 新屋比内町（一部） あらやひないまち |
| 浜田字館ノ丸   | （残存）浜田字館ノ丸   |                                     |
| 浜田字陳ケ原   | （残存）浜田字陳ケ原   | （残存）浜田字陳ケ原                |
| 浜田字出小屋   | （残存）浜田字出小屋   | （残存）浜田字出小屋                |
| 浜田字長坂     | （残存）浜田字長坂     | （残存）浜田字長坂                  |
| 浜田字西出小屋 | （残存）浜田字西出小屋 | （残存）浜田字西出小屋              |
| 浜田字稗田沢   | （残存）浜田字稗田沢   | （残存）浜田字稗田沢                |
| 浜田字前野     | 昭和53年4月1日         | 新屋前野町（一部） あらやまえのまち |
| 浜田字前野     | 平成4年11月1日         | 新屋前野町（一部） あらやまえのまち |
| 浜田字前野     | （残存）浜田字前野     |                                     |
| 浜田字町端     | （残存）浜田字町端     | （残存）浜田字町端                  |
| 浜田字町ノ下   | 平成4年11月1日         | 新屋前野町（一部） あらやまえのまち |
| 浜田字町ノ下   | （残存）浜田字町ノ下   |                                     |
| 浜田字神坂     | （残存）浜田字神坂     | （残存）浜田字神坂                  |
| 浜田字宮田沢   | （残存）浜田字宮田沢   | （残存）浜田字宮田沢                |
| 浜田字元中村   | （残存）浜田字元中村   | （残存）浜田字元中村                |
| 浜田字家後     | （残存）浜田字家後     | （残存）浜田字家後                  |

## 交通

### 鉄道
JR東日本羽越本線が地区東部を縦断しているが、駅は無い。但し北の町字境から600mほど先の新屋扇町に新屋駅が、南の字境から150mほど先の下浜桂根に桂根駅がある。

### バス
- 秋田中央交通
  - 《712新屋線》- 中村入口 - 中村一区 - 元中村 - 中村二区 - 大森山公園西入口 - 大森山動物園
- 秋田中央トランスポート
  - 《浜田コース》 - （上記新屋線と重複） - 中村三区 - 浜田小学校前 - 滝ノ下一区 - 滝ノ下二区 - 滝ノ下三区 - 滝ノ原 - 浜田回転地
  - 《浜田経由下浜コース》 - （上記浜田線と重複） - 老人ホーム入口 - 境川 -
  - 《下浜コース》 - 大森山公園東入口 - 梅林園入口 - 滝ノ下入口 - 境川 -

### 道路
- 国道7号（秋田南バイパス）
- 秋田県道56号秋田天王線（国道7号旧道）
  - 羽州浜街道（酒田街道）
- 秋田県道65号寺内新屋雄和線

## 施設

### 字藍ノ原
- 笠松病院

### 字石山
- 西岸寺

### 字稲見沢
- 浜田森林総合公園（字池ノ沢、字大沢に跨る）
  - 梅林園
  - 木の実園
  - 花木園
  - 栗園
  - テニスコート など

### 字大森山
- NHK秋田放送局大森山テレビ放送所
- ABS秋田送信所
- AKT秋田テレビ大森山送信所
- AAB秋田朝日放送大森山送信所

### 字潟端
- 大森山公園（字石山、字大森山、字自在山、字滝ノ下、字滝ノ宮、字滝ノ元、字出小屋、字稗田沢、字神坂、字宮田沢に跨る）
  - 秋田市大森山動物園
  - 大森山ゆうえんちアニパ

### 字境川
- 桂浜海水浴場

### 字自在山
- 浜田簡易郵便局
- 秋田市立浜田小学校
- 浜田地区コミュニティセンター
- 浜田児童館
- 保食神社
- 金毘羅神社
- 浜田浜 (海水浴場開放は終了、遊泳禁止)[10][11]

### 字滝ノ沢
- 滝ノ下神明社

### 字陳ケ原
- 松寿会老人ホーム松涛園
- 松寿会デイサービスセンター松涛園
- 老人ホーム松寿園
- 養護老人ホーム松峰園

### 字西出小屋
- 秋田県漁業協同組合秋田支所

### 字稗田沢
- ホテルハワイ別荘

### 字神坂
- 秋田県動物管理センター

### 字元中村
- 徳圓寺
- 老人ホーム新成園
- 株式会社ライブ 児童デイサービスルピナス浜田

### 字家後
- 新屋比内町市営住宅

## 著名出身者
- 谷藤正三 (建設官僚)